# 16120 Burnim
A 16120 Burnim (ideiglenes jelöléssel 1999 XV60) a Naprendszer kisbolygóövében található aszteroida. A LINEAR projekt keretében fedezték fel 1999. december 7-én.